# Кортс, Бертольд
Бе́ртольд Кортс (нем. Berthold Korts; 21 мая 1912, Карлсруэ, Баден-Вюртемберг — 29 августа 1943, близ Харькова, УССР, СССР) — немецкий ас Люфтваффе Второй мировой войны. Сбил 113 самолётов противника — все на Восточном фронте. Награждён Рыцарским крестом Железного креста.

## Биография
До лета 1940 года, когда будущего немецкого аса перевели в Люфтваффе, Кортс служил в артиллерийских войсках вермахта. После окончания лётной подготовки в июне 1942 года Бертольд в звании фельдфебеля был определён в 9-ю эскадрилию JG 52, которая вела боевые действия на Восточном фронте. Весной 1943 года он служил в штабе 3-й Группы JG 52.
15 апреля 1943 года в боях над Кубанью немецкий ас одерживает 4 воздушные победы (№ 23-26). С присвоением офицерского звания 11 мая 1943 года Кортса назначают командиром 9./JG 52. Далее счёт сбитых самолётов Бертольда начинает быстро расти: 27 мая 1943 — 5 побед (№ 36-40), 2 июня 1943 — 50-я победа немца, 3 августа 1943 — 75-я. Свой сотый самолёт Кортс сбил 17 августа 1943 года, всего же за август этого года им было одержано 39 воздушных побед.
По иронии судьбы свой Рыцарский крест немецкий ас получил в день своей пропажи без вести. Кортса и его ведомого Ганса-Отто Мюллера последний раз видели в бою с советскими самолётами Р-39 «Аэрокобра» 29 августа 1943 года.

## Награды
- Железный крест (1939) 1-й и 2-й степени
- Почётный кубок Люфтваффе (1 февраля 1943)
- Немецкий крест в золоте (23 августа 1943)
- Рыцарский крест (29 августа 1943) — лейтенант, лётчик 9./JG 52[2]